# Tommaso Badia

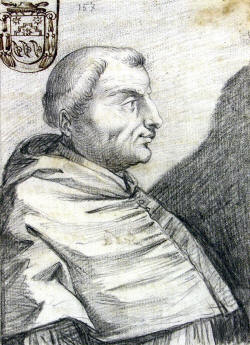
Bildnis Tommaso Badias aus dem Jahre 1542

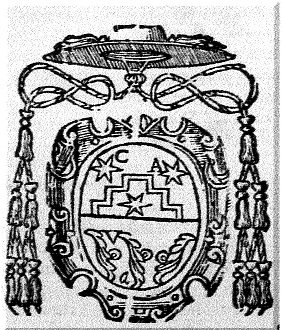
Badias Kardinalswappen

Tommaso Badia, auch Thomas de Abbatis de Mutina OP (* 10. Dezember 1483 in Modena; † 6. September 1547 in Rom), war ein italienischer Dominikaner und Kardinal der katholischen Kirche. Er war einer der gelehrtesten Dominikaner seiner Zeit und beteiligt an der Entscheidung von Papst Paul III., die Jesuiten anzuerkennen.

## Leben und Wirken
Badia entstammte der Adelsfamilie Dall’Abbazia. Er trat in jungen Jahren in den Dominikanerkonvent von Modena ein und wechselte um 1520 nach Bologna. Seine Studien absolvierte er zunächst in Ferrara und dann in Venedig.
Als Nachfolger von Silvester Mazzolini († 1523) wurde er Meister des Heiligen Palastes (Magister sancti Palatii) und als solcher Hofprediger des Papstes und der oberste Verantwortliche für die Zensur. In dieser Eigenschaft zensierte er u. a. im Jahre 1535 die erste Auflage von Sadoletos Kommentar zum Römerbrief, im Jahr darauf die Problemata von Francesco Zorzi.
1537 war er als Berater von Kardinal Gasparo Contarini beteiligt an der Arbeit einer päpstlichen Reformkommission, die unter der Federführung Contarinis das Consilium de emendanda ecclesia, ein Gutachten mit Reformvorschlägen zur Behebung von Missständen in der römischen Kirche, erstellte. Badia billigte 1539 die Summa Instituti der Jesuiten. Als Ignatius von Loyola in Rom die päpstliche Anerkennung des von ihm ins Leben gerufenen Ordens der Jesuiten betrieb und hierzu mit Unterstützung Contarinis den Entwurf eines Ordensstatuts vorlegte, war Badia 1539 im päpstlichen Auftrag an der Prüfung des Dokuments beteiligt, das im Ergebnis positiv beurteilt und anschließend in die päpstliche Bulle Regimini militantis ecclesiae (27. September 1540) zur Anerkennung des Ordens eingearbeitet wurde. Bei den Religionsgesprächen in Worms 1540 und auf dem Regensburger Reichstag 1541 war Badia jeweils als Disputant beteiligt.
Papst Paul III. teilte Badia am 31. Mai 1542 mit, dass er zum Kardinal erhoben werden sollte und ab sofort seinen Wohnsitz in Rom zu nehmen habe. Am 2. Juni 1542 wurde er von Paul III. mit der Titularkirche San Silvestro in Capite zum Kardinalpriester ernannt, die gleichzeitige Ernennung zum Bischof von Urbino lehnte er ab. Er wirkte im Umkreis des Konzils von Trient und veröffentlichte Streitschriften gegen Luther.
Auf eigenen Wunsch wurde er nach seinem Tod neben Kardinal Cajetan beigesetzt.

## Werke
- Questiones physicae et metaphysicae.
- Liber de anima.
- Tractatus III: De intensione formarum; De analogia entis; De pluralitate intelligentiarum iuxta Aristotelem.
- Tractatus II: De immortalitate animae; De opinantes.
- De providentia divina.
- De pugna duorum Angelorum homini astantium, ad Gabrielem Ferrarium.
- Tractatus adversum Lutheranorum errores.
- Consilium delectorum cardinalium et aliorum praelatorum de emendanda ecclesia S.D.N. Paulo III petente conscriptum et exhibitum anno 1537. (Denkschrift an Papst Paul III.)